# Anders Mårtensson
Anders Mårtensson (Södra Sandby, Lund, 17 de febrer de 1893 – Skövde, Västra Götaland, 18 de juliol de 1973) va ser un genet suec que va competir a començaments del segle xx.
El 1920 va prendre part en els Jocs Olímpics d'Anvers, on va disputar dues proves del programa d'hípica. En la prova de figures per equips guanyà la medalla de bronze, mentre en la de figures individual finalitzà en quinzena posició.